# Route départementale 86a (Pyrénées-Orientales)
Pour les articles homonymes, voir Route départementale 86.
La route départementale 86a ou RD 86a est une route départementale française reliant Banyuls-sur-Mer à Paulilles via Cosprons.

## Tracé
- Banyuls-sur-Mer
- La Guineille
- Cosprons
- Paulilles